# Лядов Мартин Миколайович
Мартин Миколайович Лядов (Мандельштам) (24 серпня 1872, місто Москва, тепер Російська Федерація —6 січня 1947, місто Москва, тепер Російська Федерація) — радянський діяч, революціонер, історик, ректор Комуністичної академії імені Свердлова, голова Головнауки. Кандидат у члени ВЦВК і ЦВК СРСР. Член Центральної ревізійної комісії ВКП(б) у 1927—1930 роках.

## Життєпис
Народився в єврейській родині акушера-гінеколога Миколи Мартиновича (Нохіма Менделевича) Мандельштама (вченого-медика, засновника і директора фельдшерської та повивальної шкіл в Могильові) і Віри Йосипівни Іоффе. У автобіографії Лядов писав, що народився в родині купця, який розорився і працював прикажчиком.
У 1881 році вступив до 2-ї Московської гімназії. З 3-го класу був виключений за те, що облаяв інспектора. Переїхав до дядька в місто Мітаву, де навчався в німецькому реальному училищі, яке закінчив у 1889 році, але не склав випускного екзамену.
У 1890 році вступив добровольцем в 114-й Новоторзький полк російської армії, у серпні 1891 був звільнений в запас молодшим унтер-офіцером і повернувся в Москву. У 1891 році працював на хімічному заводу за Даниловською заставою в Москві, потім працював на фабриці штучної вовни.
З весни 1892 року належав до марксистського соціал-демократичного руху. Член РСДРП з 1898 року.
У листопаді 1893 року заарештований, але невдовзі звільнений під нагляд поліції. У 1893 році брав участь у створенні Московського робітничого союзу. У 1894 році допомагав організувати нелегальну друкарню в Москві.
У 1895 році організував святкування 1-го Травня під Москвою у Вишняках. У липні 1895 року заарештований, два роки перебував у в'язниці, а потім в 1897 році висланий на п'ять років в Якутську область. На засланні у Верхоянську пробув до лютого 1902 року.
Після повернення із заслання два роки проживав у Саратові під поліцейським наглядом, працював у статистичному бюро губернського земства і входив до складу Саратовського комітету РСДРП.
У лютому 1903 року виїхав за кордон. Входив до Берлінського гуртка «іскрівців». Учасник II з'їзду РСДРП, де підтримував більшовиків. Взяв участь у більшовицької конференції в Женеві, був обраний членом Бюро комітетів більшості. У 1904 році був представником ЦК РСДРП у Берліні.
У січні 1905 року повернувся в Санкт-Петербург. Брав участь в підготовці III з'їзду РСДРП і обирався його делегатом, після повернення об'їжджав закордонні та російські партійні організації з доповідями про з'їзд.
У серпні 1905 року заарештований в Баку, втік із в'язниці. Прибув до Москви в жовтні 1905 року, увійшов до Московського комітету РСДРП. У грудні 1905 року входив до складу виконавчого комітету Московського комітету із керівництва збройним повстанням в Москві. У січні 1906 року, як агент ЦК, об'їжджав Урал і Сибір. Делегат IV з'їзду РСДРП в Стокгольмі, після з'їзду працював в Санкт-Петербурзькому комітеті. Під час Свеаборзького повстання був посланий ЦК  РСДРП керувати ним, але прибув вже після ліквідації повстання. Деякий час працював у Фінляндській військовій організації, брав участь в Таммерфорській конференції військових і бойових організацій РСДРП. Проводив виборчу кампанію в 2-у Державну думу і на Лондонський з'їзд в Уральській організації РСДРП, звідки і отримав мандат на V з'їзд РСДРП в Лондоні. Декілька разів був заарештований, судився в Теріоках та Виборзі.
У 1908—1909 роках працював у обласній організації Центрально-Промислового району в Москві. Був членом Московського обласного бюро, представляв цей район на Паризькій конференції в січня 1909 року. Навесні 1909 року брав участь в організації партійної школи на Капрі, вів там заняття і увійшов до групи «Вперед». Брав участь в організації партійної школи в Болоньї.
У 1911 році повернувся до Росії, легалізувався і поїхав на роботу до Баку. Працював у Раді З'їзду нафтопромисловців, потім у конторі братів Нобель. Був секретарем редакції журналу «Нефтяное Дело», викладав у Бакинському народному університеті.
Після Лютневої революції 1917 року — заступник голови Бакинської ради, редактор «Известий Бакинского совета»; примикав до меншовиків. До 13(26) жовтня 1917 року — в.о. голови Бакинської ради. У березні 1918 року вибраний головою об'єднаних штабів Червоної гвардії промислових районів, а потім — членом президії Бакинської Ради народного господарства. У 1918 році — секретар Спілки нафтопромислових робітників у Баку.
Після заняття Баку турецько-азербайджанськими військами заарештований, сидів два місяці у в'язниці. Перед здачею Баку англійцям і білим з останнім ешелоном турецьких військ був вивезений до Грузії. У 1918—1920 роках жив і працював статистиком у меншовицькій Грузії (Грузинській демократичній республіці). Після встановлення радянської влади в Закавказзі у 1920 році виїхав до Москви.
Член РКП(б) з 1920 року.
У 1920—1922 роках — помічник голови Головного паливного управління Вищої ради народного господарства (ВРНГ) РРФСР, директор Центрального управління нафтової промисловості ВРНГ РРФСР.
Одночасно працював викладачем історії партії Комуністичного університету імені Свердлова, викладачем Кремлівських командних курсів, викладачем Комуністичного університету трудящих Сходу.
З травня 1922 по 1923 рік — на партійній роботі в Нижньому Новгороді.
У 1923—1929 роках — ректор Комуністичної академії імені Свердлова в Москві.
У 1929 році — голова Головнауки СРСР.
У 1929—1930 роках — завідувач Центрального архіву Жовтневої Революції. Член наукових рад Інституту Леніна і Істпарта, голова ради Музею Революції.
З 1932 року — персональний пенсіонер у Москві. Редактор видавництва «Старый большевик», Об'єднання державних видавництв. Лядову належать перші в Росії роботи з історії партії.
Помер 6 січня 1947 року в Москві, урна з прахом похована в колумбарії Новодівочого кладовища Москви (стара територія, секція 67).

## Твори
- З приводу партійної кризи: (приватна заява). Paris: група «Вперед», 1911.
- Історія Російської соціал-демократичної робітничої партії: Ч. 1-2. Санкт-Петербург: вид-во Мягкова «Дзвін», 1906.
- 25 років Російської Комуністичної партії (більшовиків). Історичний огляд розвитку і боротьби. Бахмут, 1924.
- Як почала складатися РКП (більшовиків) Історія соціал-демократичної робітничої партії. М.: Видання комун. університету ім. Я. Свердлова, 1924, 1925, 1926.
- З життя партії напередодні і в роки першої революції. М., 1926
- З життя партії в 1903—1907 роках (Спогади). М.: Держполітвидав, 1956.